# Microcalanus pusillus
Microcalanus pusillus is een eenoogkreeftjessoort uit de familie van de Clausocalanidae. De wetenschappelijke naam van de soort is voor het eerst geldig gepubliceerd in 1903 door Sars G.O..